# Clion, Indre

Clion-sur-Indre este o comună în departamentul Indre, Franța. În 1 ianuarie 2022 avea o populație de 1.007 de locuitori.